# گریگوری بام
گریگوری بام (به آلمانی: Gregory Baum)،۲۰ ژوئن ۱۹۲۳ در آلمان متولد شد و در ۱۸ اکتبر ۲۰۱۷ در مونترال کانادا درگذشت. او کشیش کاتولیک، فقیه، فیلسوف و پروفسور کانادایی بود.

## زندگی‌نامه
مادرش یهودی و پدرش پروتستان بود و در برلن متولد شد. در سال ۱۹۴۰ به عنوان پناهنده جنگی از انگلیس به کانادا رفت. او با تعدادی آلمانی که بیشترشان یهودی بودند با کشتی به کبک آمدند و تحت نظر ارتش در کمپ پناهندگان به کارآموزی مشغول شدند. بعد از چند انتقال بین کبک، تروا ریویر، نیوبرانزویک و فارنام، کبک ، سرانجام به شربروک ، کبک رفت.
درحالیکه فقط ۱۷ سال داشت، این دوره زندگی خود را اتفاقی هیجان‌انگیز می‌دانست. در بین پناهندگان تعدادی روشنفکر تعجیل داشتند تا در درون کمپ یک سیستم آموزشی را شروع نمایند که گریگور بام در آن شرکت کرد. هر چند که درآن دوران کانادا هیچ قانونی در مورد پناهندگان نداشت، اما کافمن عضو خانواده ثروتمند کیچنر که در کمپ با آنها آشناشده بود دولت کانادا را تحت فشار گذاشت تابا کمک مالی امکان تحصیلشان را در بیرون از کمپ فراهم نماید.